# Harungguan
Harungguan is een bestuurslaag in het regentschap Toba Samosir van de provincie Noord-Sumatra, Indonesië. Harungguan telt 489 inwoners (volkstelling 2010).